# Отвили
Дом Отвил или Отвили (на френски: Maison de Hauteville; на италиански: Casa d'Altavilla, на сицилиански: Casa d'Autavilla) е нормански род, който води норманите при завладяването на Южна Италия. Графове (1042 – 1059) и херцози (1059 – 1205) на Апулия и Калабрия, князе на Антиохия (1098 – 1131), графове (1072 – 1136; 1139 – 1163) и крале (1130 – 1198) на Сицилия.
Отвилите са наследниците на Танкред дьо Отвил (ок. 980 – 1041), местен благородник от Нормандия, и съпругите му Муриела (ок. 990 – ок. 1025) и Фресенда (ок. 995 – ок. 1057), дъщери на херцог Ричард I от Нормандия (Нормандска династия или Ролониди).

## Графове (1072 – 1130) и крале (1130 – 1194) на Сицилия

### Руджеро I, Симон и Руджеро II (1072 – 1154)
Родоначалник на сицилианския клон на династията е Роже (Руджеро) I, единадесети син на Танкред дьо Отвил, велик граф Сицилия (1072 – 1101). Заедно с по-големите си братя Гулиелмо I Желязната ръка (ок. 1010 – 1046), Дрогон дьо Отвил (1010/20 – 1051), Онфруа (ок. 1010 – 1057) и Робер Гискар (1015/16 – 1085) завладява Калабрия и Сицилия. През 1072 г. е издигнат за граф на Сицилия от брат си Робер Гискар, а през 1098 г. си издейства от папа Урбан II титлата „апостолически легат“. Той се жени три пъти:
- 1-ви брак (1061) за Юдит († ок. 1076), дъщеря на граф Гийом д’Еврьо, от която има четири деца:
  - Джирдамо († 1092), ∞ за неизвестна жена
  - Матилда (1062 – до 1094), ∞ 1080 (развод 1088) Раймунд I дьо Сен Жил (ок. 1042 – 1105), граф на Триполи
  - Ема (1063 – 1119), ∞ 1086 за Родолфо Мачабео, граф ди Монтескальоен
  - Гратерия, омъжена за неизвестен благородник от Унгария, 2-ри брак с Готфри († 1120), граф на Рагуза
- 2-ри брак (ок. 1077) за Ерембурга дьо Мортен († 1087), дъщеря на граф Робер д’Йо, от която има три деца:
  - Фелиция (Бузила) († ок. 1102), ∞ 1097 за унгарския крал Калман Книжник
  - Матилда, ∞ 1095 за германския крал Конрад II
  - Виоланта, ∞ 1103 за бургундския херцог Робер I
- 3-ти брак (1087) за Аделхайд (Аделаида) Алерамичи (ок. 1072 – 1118), дъщеря на Манфред I, маркграф на Савона, от която има две деца:
  - Симон (1093 – 28.9.1105), втори граф на Сицилия
  - Роже (Руджеро) II (22.12.1095 – 26.2.1154), 3-ти граф на Сицилия и 1-ви крал на Сицилия.[2]

Роже (Руджеро) II (1105 – 1154), новият владетел на Сицилия се заема да обедини всички нормански земи в Италия. Папа Хонорий III се опитва да ограничи могъществото му, като проповядва кръстоносен поход срещу него. (Руджеро) II се противопоставя успешно, подкрепя антипапа Анаклет II и е коронован в Палермо през 1130 г. за крал на Сицилия. Скоро към земите му са присъединени Капуа (1136) и херцогство Неапол (1140). През 1139 г. (Руджеро) II пленява папа Инокентий III, когото принуждава да признае кралската му титла. Влиза в борба с византийците, като флотът му опустошава бреговете на Далмация и Епир. Разграбва Атина и Коринт. От 1147 до 1152 г. води война и срещу сарацините. Кралският му двор е един от най-пищните в Европа през 12-ти век. Сключва три брака:
- 1-ви брак (ок. 1118) с Елвира (1100/04 – 1135), дъщеря на кастилския крал Алфонсо VI, от която има двама синове:
  - Роже (Руджеро) III (1118/21 – 2.5.1148), 5-ти херцог на Апулия и Калабрия
  - Гулиелмо (I)III Злия (1126 – 7.5.1166), 6-ти херцог на Апулия и Калабрия, 2-ри крал на Сицилия (Гулиелмо I Злия
- 2-ри брак (1149) със Сибила (1126 – ок. 1150), дъщеря на бургундския херцог Хуго (Юг) II, от която няма деца
- 3-ти брак (1151) с Беатрис (ок. 1131 – 1185), дъщеря на граф Итие дьо Ретел, от която има една дъщеря
  - Констанс (1154 – 1198), омъжена (1186) за германския император Хайнрих VI, кралица на Сицилия (1194 – 1198).[2]

### От Гулиелмо IЗлиядо Констанс (1154 – 1198)
Вторият син на Роже (Руджеро) II, Гулиелмо I Злия (1154 – 1166) става крал на Сицилия. Обявен за съвладетел на баща си през 1151 г., той трябва да се бори срещу византийския император Мануил I Комнин и папа Адриан IV за своята титла. През 1156 г. последният е принуден да я признае. Оттогава норманския суверен става съюзник на Светия престол срещу германския император Фридрих I Барбароса. Около 1150 г. се жени за Маргарита († 1182), дъщеря на наварския крал Гарсия I. баща е на трима синове:
- Роже (Руджеро) IV (1152 – 11.3.1161), 7-ми херцог на Апулия и Калабрия;
- Гулиелмо II Добрия (1153 – 18.11.1189), 8-ми херцог на Апулия и Калабрия и 3-ти крал на Сицилия
- Енрико (Хайнрих, 1159 – 1172), княз на Капуа, неженен.

Наследник на Гулиелмо I Злия става неговият втори син Гулиелмо II Добрия (1166 – 1189). През 1177 г. той сключва мир с император Фридрих I Барбароса и подновява без успех походите си в Египет. Намесва се в междуособиците във Византийската империя, но през 1185 г. е разгромен от Исак II Ангел. Негова съпруга от 1177 г. е Джейн (1165 – 1199), дъщеря на английския крал Хенри II, от която няма деца. Със сицилийската корона се увенчава Танкред (1190 – 1194), извънбрачен син на Роже (Руджеро) III, 5-ти херцог на Апулия и Калабрия и внук на Роже (Руджеро) II. Той не зачита правата на леля си Констанс, дъщеря на Роже (Руджеро) II, която е обявена за наследница на Сицилия и е омъжена за германския император Хайнрих VI. Независимо от опозицията на повечето знатни аристократи Танкред принуждава папата да го признае. Той пленява леля си и през 1192 г. прави свой съвладетел сина си Роже (Руджеро) V, роден от съпругата му Сибила, но последният умира два месеца преди него. Оставя престола на втория си син Гулиелмо III (1194). Дъщеря му Мария Албина († 1205) е омъжена за граф Готие III дьо Бриен. Германският император Хайнрих VI и Констанс успяват да лишат от власт Гулиелмо III и той е ослепен и умира в затвора около 1198 г. Констанс е последната норманска владетелка на Сицилия.

### Хронология
- 1072 – 1101: Роже (Руджеро) I (1031 – 22.6.1101), единадесети син на Танкред дьо Отвил
- 1101 – 1105: Симон (1093 – 28.9.1105), първи син на Роже (Руджеро) I
- 1105 – 1154: Роже (Руджеро) II (22.12.1095 – 26.2.1154), втори син на Роже (Руджеро) I, херцог на Апулия и Калабрия (1127 – 1134), 1-ви крал на Сицилия от 1130
- 1154 – 1166: Гулиелмо I Злия (1126 – 7.5.1166), четвърти син на Роже (Руджеро) II, херцог на Апулия и Калабрия (1148 – 1156), 2-ри крал на Сицилия
- 1166 – 1189: Гулиелмо II Добрия (1153 – 18.11.1189), втори син на Гулиелмо I Злия, херцог на Апулия и Калабрия (1161 – 1189), 3-ти крал на Сицилия
- 1190 – 1194: Танкред (1135/1145 – 20.2.1194), незаконен внук на Роже (Руджеро) II, 4-ти крал на Сицилия
- 1194: Гулиелмо III (1185 – ок. 1198), втори син Танкред, 5-ти крал на Сицилия.
- 1194 – 1198: Констанс (1154 – 27.11.1198), дъщеря на Роже (Руджеро) II, кралица на Сицилия.[2]

## Графове (1042 – 1059) и херцози (1059 – 1205) на Апулия и Калабрия и князе на Антиохия (1098 – 1130)
Петият син на Танкред дьо Отвил, Робер Гискар (1015/16 – 17.7.1085) сновава страничен клон на династията Отвили. През 1046 г. заминава за италия като наемник. Скоро след това решава да действа самостоятелно и прогонва византийцине от Апулия. Малко по-късно си извоюва от ромеите и лично княжество в Калабрия. След това един от братята му Онфруа (ок. 1010 – 1057), получава през 1051 г. за инвеститура графство Апулия, което през 1057 г. преминава към Робер Гискар. На събора в Мелфа през 1059 г. новият папа Николай II го издига за херцог на Апулия и Калабрия. След това робер подновява борбата си срещу византийците. След дванадесет години те са прогонени от Южна Италия. Обзет от идеята да завладее Византия, той предприема поход в Илирия. През 1081 г. побеждава войската на ромейския император Алексий I Комнин, а синът му Боемунд I напредва чак до Тесалия. опасността за папа Григорий VII, обсаден от германците, принуждава Робер Гискар да прекрати операцията. След като освобождава папата, той има намерение да продължи бойните действия, но умира в началото на втория поход. През 1051/52 се жени за Алберада, дъщеря на Жирар Буоналберго, но около 1057 г. бракът е анулиран. От нея Робер Гискар има син Боемунд I (1054/58 – 17.3.1111) и дъщеря Ема, омъжена за Одо Добрия дьо Бонмарши. През 1058 г. се жени повторно за Сихелгайта (ок. 1033 – 1122), дъщеря на Ваймар (Гвемар) IV, принц на Капуа, от която има осем деца:
- Матилда (1059 – 1083), ∞ 1. (1078) за Рамон Беренгар II (1053 – 1082), граф на Барселона; 2. (1083) за виконт Еймъри I дьо Нарбон
- Роже (Руджеро) I Борса (1060/61 – 22.2.1111), 2-ри херцог на Апулия и Калабрия
- Ги (1061 – 1108), херцог на Амалфи
- Мабила, ∞ за Гулиелмо Гранмеснил († до 1114)
- Ерия, ∞ до 1071 за Хуго (Юг) V д’Есте († 1097), 16-ти граф дьо Мен
- Робер Скалио (1068 – 1110)
- Сибила
- Олимпия.[2]

След смъртта на Робер Гискар за херцог на Апулия и Калабрия е провъзгласен вторият му син Роже (Руджеро) I Борса (1085 – 1111). През 1092 г. той се жени за Адела (ок. 1065 – 1115), дъщеря на фландърския граф Роберт I, от която има един син Гулиелмо II (ок. 1095 – 25.7.1127), 3-ти херцог на Апулия и Калабрия, който умира бездетен.
Боемунд I (1098 – 1104) първороден син на Робер Гискар е един от героите на Първия кръстоносен поход. През 1098 г. той превзема Антиохия и става първи неин княз. Поверява управлението на града на племенника си Танкред, принц на Галилея, син на сестра му Ема и съпругът ѝ Одо Добрия дьо Бонмарши, и се отправя към Европа, за да търси подкрепа срещу мюсюлманите. През 1106 г. получава ръката на Констанс, дъщеря на френския крал Филип I. Връщайки се в Антиохия, се насочва към ромеите, но походът му търпи неуспех. Трябва да се признае за васал на византийския император Алексий I Комнин и не се връща повече на изток. Престолът в Антиохия се заема от Танкред (1104 – 1112). Той издига отново княжеството си, като поддържа добри рицарски отношения с много арабски вождове. Няма наследници от брака си със Сесил, друга дъщеря на френския крал Филип I. След неговата смърт с короната се увенчава Боемунд II (1112 – 1130), син на Боемунд I. Той загива в борба срещу мюсюлманите. Негова съпруга е Агнес (Алиса, ок. 1110 – 1161), дъщеря на йерусалимския крал Балдуин II, от която има само една дъщеря Констанс (1127 – 1163), антиохийска княгиня (1130 – 1136; 1139 – 1163), омъжена през 1136 г. за граф Раймон дьо Поатие (1115 – 1149), а след смъртта му през 1153 г. се жени повторна за Рено дьо Шатийон, когото прави свой съуправител (1152 – 1163). С Констанс прекратява съществуването си и този клон на династията Отвили. Наследява я роденият от нейния първи брак син Боемунд III (1163 – 1201), потомък по бащина линия на аквитанските херцози.

### Графове (1042 – 1059) и херцози (1059 – 1205) на Апулия и Калабрия
- 1042 – 1046: Гулиелмо I Желязната ръка (ок. 1010 – 1046), първи син на Танкред дьо Отвил, 1-ви граф на Апулия и Калабрия
- 1046 – 1051: Дрогон дьо Отвил (1010/20 – 10.8.1051), първи син на Танкред дьо Отвил, 2-ри граф на Апулия и Калабрия
- 1051 – 1057: Онфруа (ок. 1010 – 1057), трети син на Танкред дьо Отвил, 3-ти граф на Апулия и Калабрия
- 1057 – 1085: Робер Гискар (1015/16 – 17.7.1085), пети син на Танкред дьо Отвил, 4-ти граф на Апулия и Калабрия, от 1059 1-ви херцог на Апулия и Калабрия
- 1085 – 1111: Роже (Руджеро) I Борса (1060/61 – 22.2.1111), втори син на Робер Гискар, 2-ри херцог на Апулия и Калабрия
- 1111 – 1127: Гулиелмо II (ок. 1095 – 25.7.1127), син на Роже I Борса, 3-ти херцог на Апулия и Калабрия
- 1127 – 1134: Роже (Руджеро) II (22.12.1095 – 26.2.1154), втори син на Роже (Руджеро) I, 4-ти херцог на Апулия и Калабрия, 1-ви крал на Сицилия (1130 – 1154)
- 1134 – 1148: Роже (Руджеро) III (1118/21 – 2.5.1148), първи син на Роже (Руджеро) II, 5-ти херцог на Апулия и Калабрия
- 1148 – 1156: Гулиелмо III Злия (1126 – 7.5.1166), четвърти син на Роже (Руджеро) II, 6-ти херцог на Апулия и Калабрия, 2-ри крал на Сицилия (Гулиелмо I Злия (1154 – 1166)
- 1156 – 1161: Роже (Руджеро) IV (1152 – 11.3.1161), първи син на Гулиелмо III Злия, 7-ми херцог на Апулия и Калабрия
- 1161 – 1189: Гулиелмо II Добрия (1153 – 18.11.1189), втори син на Гулиелмо I Злия, 8-ми херцог на Апулия и Калабрия, 3-ти крал на Сицилия (1166 – 1189)
- 1189 – 1193: Роже (Руджеро) V († 24.12.1193), първи син на Танкред, 9-ти херцог на Апулия и Калабрия
- 1193 – 1205: Мария Албина († сл. 1205), дъщеря на Танкред, 10-ти херцог на Апулия и Калабрия.[2]

### Князе на Антиохия (1098 – 1130)
- 1098 – 1104: Боемунд I (1054/58 – 17.3.1111), първи син на Робер Гискар, 1-ви княз на Антиохия
- 1104 – 1112: Танкред (1072 – 5/12.12.1112), пременник на Боемунд I, 2-ри княз на Антиохия
- 1112 – 1130: Боемунд II (1104/08 – 5.2.1130), син Боемунд I, 3-ти княз на Антиохия.
- 1130 – 1136; 1139 – 1163: Констанс (1127 – 1163), дъщеря на Боемунд II.[2]